# 韦斯利·胡特
韦斯利·特奥多鲁斯·胡特（荷蘭語：Wesley Theodorus Hoedt，發音：[ˈʋɛsli ˈɦut]；1994年3月6日—）是一位荷蘭足球運動員，在場上司職中後衛。現效力沙特職業足球聯賽球隊艾沙比，也代表荷兰国家足球队參加国际比賽。

## 俱樂部生涯
2015 年，意甲俱乐部拉齐奥与胡特签约。胡特签订了一份为期四年、每赛季价值125万欧元的合同。2016年8月21日，他在客场 4-3 战胜亚特兰大的比赛中打入了代表俱乐部的首粒进球。

## 外部連結
- Wesley Hoedt profile （页面存档备份，存于） at the Southampton F.C. website
- 足球数据库：韦斯利·胡特的球员统计数据
- Voetbal International profile （页面存档备份，存于） （荷蘭語）
- AZ official website profile （荷蘭語）
- Netherlands profile
- Wesley Hoedt Interview （页面存档备份，存于）